# Samsøs historie
Samsøs historie strækker sig over mere end 10.000 år, fra de tidligste spor af mennesker i jægerstenalderen til øens rolle som moderne energiø i nutiden. De ældste fund stammer fra maglemosekulturen (ca. 9000–6400 f.Kr.), hvor jæger-samlere udnyttede øens rige kyster og skove. I bondestenalderen blev Samsø præget af monumentale stendysser og gravhøje, og øens landskab rummer stadig markante fortidsminder fra både stenalder og bronzealder.
I vikingetiden fik Samsø en central betydning i rigets magtspil. Kanhavekanalen, anlagt i 726, muliggjorde hurtig flådeflytning mellem øst- og vestkysten og understreger øens strategiske placering i Kattegat. Øen nævnes også i norrøn litteratur som et sted for heltesagn og kampe.
I middelalderen var Samsø tæt knyttet til kongemagten og blev forsynet med borge og voldsteder som Brattingsborg, Bisgård voldsted og Vesborg, der fungerede som forsvarsanlæg og symboler på kronens tilstedeværelse. Øen blev desuden flere gange pantsat til stormænd og udenlandske magter, men bevarede sin status som et vigtigt magtcentrum i de indre danske farvande.
Fra 1800-tallet udviklede Samsø sig gradvist fra et landbrugssamfund til en ø med stigende fokus på handel, turisme og moderne energiløsninger. I dag er Samsø internationalt kendt som energiø, idet hele øens elforbrug siden 2007 har været dækket af vedvarende energi.

## Stenalderen
De tidligste spor af menneskelig aktivitet på Samsø stammer fra Maglemosekulturen (ca. 9.000–6.400 f.Kr.). Øen blev først sammenhængende land efter ca. 7.000 f.Kr., hvilket skabte adgang til jagt, fiskeri og skaldyrssamling i kyst- og fjordområder som Stavns Fjord. Her er registreret mere end 40 bopladser fra Ertebøllekulturen (ca. 5.400–3.950 f.Kr.), blandt andet ved Alstrup og en stor køkkenmødding ved Hjortholm.
I yngre stenalder (ca. 3.950–1.700 f.Kr.) blev Samsø præget af omfattende bebyggelser knyttet til tragtbægerkulturen. Ved Tønnesminde nær Brundby er der gjort fund, der vidner om aktivitet allerede i denne periode, og arkæologiske undersøgelser har påvist kontinuerlig beboelse fra bondestenalderen og frem. Mange af disse anlæg er bevaret, bl.a. på initiativ af godsejer H.W. August Kruse, der i sin tid boede på Brattingsborg og var blandt de første til at sikre øens oldtidsspor.

## Bronzealderen
I bondestenalderen (ca. 3950–1700 f.Kr.) blev Samsøs landskab prydet af markante gravmonumenter, som vidner om samfundets struktur og begravelsesritualer. Dette tæller bl.a. Nils Halses Høj ved Sælvig — en langdysse fra tidlig bondestenalder (omkring 3500 f.Kr.)— hvor store sten omgiver en overliggersten, og hvor den døde typisk blev lagt i kisten med objekter til efterlivet.
Der findes over 125 gravhøje på Smasø, primært på sydøen, og omkring 25 stendysser eller jættestuer. En stor del af disse findes i området omkring Brattingsborg Gods, hvor gravhøjene ofte består af en rektangulær stenkant med en flad overliggersten. 
Bebyggelsen ved Tønnesminde fortsatte, hvor fund af bopladsspor viser, at stedet var en del af øens bosættelsesmønster. Arkæologiske fund fra bl.a. Brundby Mark vidner om internationale kontakter, fx en dolk importeret fra Norditalien.
Et særligt bronzealderfund er Ilse Made kilde ved Vesterløkken. Kilden springer fra en udhulet egetræstamme, der ved dendrokronologiske analyser er dateret til omkring 940 f.Kr., altså yngre bronzealder. Konstruktionen tolkes som et kultsted, hvor vandets tilstedeværelse havde rituel betydning i datidens religiøse praksis. Kilden optræder også i en række sagn.

## Jernalderen
Fra jernalderen (ca. 500 f.Kr.–800 e.Kr.) er der ved Tønnesminde fundet spor af både huse og håndværksaktivitet. Flere grubehuse og et treskibet langhus er blevet udgravet og dokumenterer fast beboelse. Fund af keramik, husdyrknogler og ildsteder peger på et varieret lokalt livsgrundlag. Andre steder på Samsø er der påvist brandgrave, affaldsgruber og et muligt havneanlæg i Stavns Fjord fra ca. 370 e.Kr. Fundene tyder også på, at Stavns Fjord.

## Vikingetiden
I vikingetiden (ca. 800–1050 e.Kr.) indtog Samsø en særlig rolle som strategisk knudepunkt i Kattegat. Arkæologiske fund viser, at øen havde tætte forbindelser til tidens handels- og magtnetværk.
Et centralt anlæg i vikingetidens landskab på Samsø er Kanhavekanalen, som skærer øen tværs over det smalleste sted og forbandt Stavns Fjord mod øst med Mårup Vig mod vest. Kanalen er ca. 500 m lang, omkring 11–14 m bred og har en dybde på ca. 1,25 m. Den blev opført i år 726 e.Kr., hvilket er dokumenteret ved dendrokronologisk datering af bolværkets træplanker.
Kanhavekanalen blev anlagt for at skabe en strategisk militær smutvej for ledingsflåden, idet man undgik at sejle omkring øen og kunne spare meget tid — samtidig sikrede anlægget kontrol med sejladsen gennem de indre danske farvande. Stavns Fjord fungerede desuden som et godt samlingshavn for flådestyrker, mens kanalen muliggjorde hurtig ind- og udsejling.
Arkæologiske undersøgelser har vist, at kanalen var beklædt med solide plankeværker for at forhindre nedskridning.. Kanalen er sammen med trelleborgene et af de største fysiske vidnesbyrd der er bevaret fra vikingtiden i Danmark.
Samtidig fungerede Stavns Fjord som en naturlig havn og samlingsplads for større skibe, hvilket understøtter tolkningen af Samsø som base for vikingetidens flådeoperationer. Udgravninger ved Tønnesminde har afdækket spor efter bebyggelse, bl.a. grubehuse, et treskibet langhus og værkstedsaktiviteter som tekstilproduktion og smedning. Fund af glasperler, smykker og et netanker peger på blandede funktioner med både håndværk, fiskeri og handel.
Gravfund fra vikingetiden på Samsø er relativt sjældne, og der er kun foretaget enkelte arkæologiske udgravninger af sådanne. I 1930 blev der nord for Ballen udgravet en grav, og i 1941 undersøgte Nationalmuseet et gravfelt sydøst for Besser, hvor seks grave kom for dagen. Én af dem var en jordfæstegrav, mens de øvrige var brandgrave i trækister af mandslængde. Endnu et fund blev gjort ved Ballen i 2014, hvor to jordfæstegrave blev afdækket. Blandt de mest markante er en rig kvindegrav ved Besser, hvor der blev fundet to skålspænder og et trefliget spænde – karakteristiske genstande fra vikingetiden, som vidner om høj social status og kontakter til det øvrige Skandinavien.
Øen nævnes i flere norrøne sagaer nedskrevet i 1100-1300-tallet som mødested for ting og forhandlinger.
I Hervarar saga ok Heiðreks fortælles det, at Angantyr, én af de frygtede bersærker-brødre, døde på Samsø i en duel mod den svenske helt Hjálmarr. De kæmpede på den lokale kyst kaldet Munarvágr, og Angantýr blev begravet her sammen med det forbandede sværd Tyrfing. Det er fra denne saga, at motifet med den formørkede arv og den uro, der omgiver gravhøje på Samsø, stammer.
Sagaen fortæller endvidere, at Angantýrs datter Hervor senere tager sværdet fra sin fars gravhøj — et individ i strid med normerne, men symbolsk stærkt. Dette stedsnavn Munarvágr — “bugt af længsel” — viser, at Samsø var kendt som et sted med særlig betydning i heltedigtningen, hvor land møder saga. 
To forskellige gravhøje på øen bærer Angantyrs navn.

## Middelalderen
I middelalderen blev Samsø en vigtig brik i det danske riges magt- og forsvarssystem. I Kong Valdemars Jordebog fra 1231 er hele øen krongods. Øen var rigt udstyret med borge og voldsteder, som afspejler dens strategiske placering i Kattegat.
Et centralt magtpunkt var også Brattingsborg, som fra 1100-tallet til Stig Andersen Hvide indtog og ødelagde den i 1289.
Fra 1216 kendes Søllemarksgaard på sydøen, som på dette tidspunkt var ejet af Kronen, og som senere er blevet til Brattingborg Gods, navngivet efter den gamle Brattingsborg. På det nuværende gods' jorde findes voldstedet Blafferholm der også blev anlagt i middelalderen. I slutningen af 1200-tallet blev der også påbegyndt en fæstning ved Hjortholm, som dog aldrig blev færdiggjort.
Bisgård voldsted blev anlagt i slutningen af 1200-tallet eller begyndelsen af 1300-tallet.
I Valdemarstiden (1157-1241) havde Samsø en central placering i riget, og kongerne opholdt sig ofte på øen, hvor de både anvendte dens borge og jagtmuligheder. Efter denne periode mistede Samsø gradvist sin politiske og strategiske betydning og blev i stedet en brik i kongernes alliancepolitik. Øen blev flere gange pantsat eller forlenet, bl.a. til biskoppen i Aarhus i slutningen af 1300-tallet.
I 1977 fandt man resterne af et skibsvrag der dendrokronologisk er dateret til 1217 ved Kyholm, og det har fået navnet Kyholmvraget. Skibet stammer sandsynligvis ikke fra Danmark.
I slutningen af 1360'erne anlagde Valdemar Atterdag Vesborg på den sydlige del af øen, fordi kongen manglede en stærk fæstning på Samsø efter Brattingsborg var blevet ødelagt. Det er den største af de fem middelalderborge på øen, og borgbanken er blandt de største i Danmark.
Administrativt var Samsø i middelalderen organiseret i to herreder; Nørre Herred og Sønder Herred. Øen blev en del af Kalundborg Len i 1420, hvilket tyder på dalende politiske og strategiske betydning af øen. Kirker som Tranebjerg Kirke, Onsbjerg Kirke og Kolby Kirke blev opført i middelalderen. Ilse Made kilde fungerede i middelalderen som helligkilde.
Øens landsbyer tog i denne periode form i den struktur, som præger øen frem til nyere tid. Dog omtaler skriftlige kilder desuden to forsvundne landsbyer, Søby og Glistrup, som begge menes at have ligget i Nordby Sogn. Hvoraf Søby menes at være anlagt allerede i vikingetiden. Arkæologiske undersøgelser har bl.a. påvist dele af to middelalderlige langhuse samt en grøft, der tolkes som en toftegrænse. Glistrup antages at have ligget sydvest for Nordby, hvor fund af bebyggelsesspor.
I 1449 blev Samsø givet som livgeding til dronning Dorothea, der beholdt øen frem til sin død i 1495.

## 1536–1849
Efter reformationen i 1536 blev Samsø et kongeligt len og fik stigende strategisk betydning. Øen blev i 1600-tallet givet som len til rigshofmester Peder Griffenfeld, men efter hans fald i unåde kom øen tilbage under kronen.
Christian 5. forærede 16. juni 1676 Samsø til Sophie Amalie Moth og 31. december 1677 ophøjede han hende til grevinde af Samsøe.

## 1849–1919
I løbet af 1800-tallet betød landboreformerne at bebyggelsesstrukturen blev ændret, og mange landsbyer fik nye gårdplaceringer. I 1800-tallet udviklede Tranebjerg sig til øens administrative centrum.
Under Englandskrigene i starten af 1800-tallet, blev der anlagt skanser på spidsen af Besser Rev og på Lilleøre nord for.

## 1919–nu
Øens økonomi var fortsat domineret af landbrug, især grøntsags- og kartoffelproduktion. Samsø kartofler fik i denne periode et nationalt ry som kvalitetsprodukt, og øens landbrug blev gradvist moderniseret med nye dyrkningsmetoder og mekanisering. I 1919 blev Samsø Sygehus etableret.
Under første verdenskrig blev Danmark som bekendt ikke direkte inddraget i krigen, men også på Samsø mærkede befolkningen konsekvenserne af handelsblokader og varemangel. Fiskeri og landbrug blev presset af stigende priser og begrænset adgang til brændsel og foderstoffer.
Under anden verdenskrig var Samsø besat af tyske tropper fra april 1940. Øens højeste punkt, Dyret, blev brugt som udkigspost  af tyskerne.
Den tyske tilstedeværelse prægede hverdagen med rationering, indkvartering og restriktioner, men øen slap for de voldsomme kamphandlinger, som andre egne oplevede.
Administrativt gennemgik Samsø store forandringer i 1900-tallet. Frem til kommunalreformen i 1970 var øen opdelt i flere små sognekommuner, men reformen samlede disse til én kommune: Samsø Kommune. Ved kommunalreformen i 2007 blev Samsø Kommune bevaret som selvstændig enhed, hvilket gør den til en af Danmarks mindste kommuner med eget kommunalråd.
Turismen voksede især i anden halvdel af 1900-tallet, da Samsøs natur og kystlandskaber blev populære blandt danske sommergæster. Øen fik en række sommerhusområder, og færgeforbindelserne til både Jylland (Hou) og Sjælland (Kalundborg) blev udbygget. I 1989 blev Samsø Festival grundlagt og udviklede sig til en af Danmarks største familiefestivaler, hvilket bidrog til øens ry som et levende kulturdestination.
I 1994 lukkede øens sidste mejeri, Brundby Mejere.
I de senere år har Samsø markeret sig som “Energiøen” gennem en målrettet satsning på vedvarende energi. I 2007 kunne øen erklære sig 100 % selvforsynende med vedvarende energi fra vindmøller, biomasse og solenergi, hvilket har givet Samsø international opmærksomhed som model for bæredygtig energiomstilling.